# Carnegie (Oklahoma)
Carnegie é uma cidade  localizada no estado norte-americano de Oklahoma, no Condado de Caddo.

## Demografia
Segundo o censo norte-americano de 2000, a sua população era de 1637 habitantes.
Em 2006, foi estimada uma população de 1594, um decréscimo de 43 (-2.6%).

## Geografia
De acordo com o United States Census Bureau tem uma área de
2,9 km², dos quais 2,9 km² cobertos por terra e 0,0 km² cobertos por água. Carnegie localiza-se a aproximadamente 399 m acima do nível do mar.

## Localidades na vizinhança
O diagrama seguinte representa as localidades num raio de 28 km ao redor de Carnegie.